# دیتن (کنتاکی)
دیتن (به انگلیسی: Dayton) شهری در ایالت کنتاکی کشور ایالات متحده آمریکا است که جمعیت آن در سرشماری سال ۲۰۱۰ میلادی، ۵٬۳۳۸ نفر بوده‌است.